# Bình Phước (provincie)
Binh Phuoc (Bình Phước, uitspraak: [ɓiɲ₂₁ fɨɜk₃₅]) is een provincie van Vietnam. De hoofdstad van de provincie is Dong Xoai.

## Administratieve eenheden
Bình Phước is onderverdeeld in zeven huyện en drie thị xã's.
De huyện zijn Bù Đăng, Bù Đốp, Bù Gia Mập, Chơn Thành, Đồng Phú, Hớn Quản en Lộc Ninh.
De thị xã's zijn Bình Long, Đồng Xoài en Phước Long.